# Toile énergétique
La Toile énergétique est un outil d'aide à la décision qui apporte un regard global sur le système énergétique de la région de Dunkerque. Elle s'inspire de la Toile industrielle.

## Description
La Toile énergétique retrace les flux d'énergie entre les différents acteurs sur le bassin d'emploi de Dunkerque. Cet outil d’observation s’inspire de la Toile industrielle élaborée, par l’Agence d’urbanisme et de développement de la région Flandre-Dunkerque (AGUR) en 2009. La Toile énergétique explique de manière la plus fine possible et de façon intelligible le parcours de l’énergie sur le territoire : de l’arrivée des matières premières sur le territoire avant leur injection dans un réseau local ou national et enfin, leur consommation finale.

## Objectifs
Cet outil de visualisation de données vise à identifier les leviers d'actions au niveau local dans l'optique de contribuer à la transition énergétique, l'objectif étant de réduire la part de consommation d'énergie non renouvelable et d'augmenter celle de l'énergie renouvelable pour satisfaire durablement l'ensemble des besoins en énergie. Outre l'observation, la Toile énergétique permet le suivi des différentes actions réalisées sur le territoire par les producteurs, les consommateurs et les gestionnaires de réseaux. Cet outil a pour vocation d'anticiper les chocs de type exogène au territoire, par exemple, la fermeture d'un site de production électrique ou la création d'un parc éolien en mer au large des côtes de Dunkerque,,. L'outil est donc en mesure d'identifier les impacts sur le système énergétique local.
La Toile énergétique sert aussi de support technique, comme cela a été le cas pendant le débat public de programmation pluriannuelle de l'énergie (PPE) qui visait à identifier la place du nucléaire dans le mix énergétique local.